# Crambus pseudargyrophorus
Crambus pseudargyrophorus là một loài bướm đêm trong họ Crambidae.